# Artsfredning i Danmark
Artsfredning i Danmark er fredning af specifikke arter, som fremgår af Bekendtgørelse om fredning af visse dyre- og plantearter og pleje af tilskadekommet vildt BEK nr 521 af 25/03/2021, også kaldet Artsfredningsbekendtgørelsen. Artsfredningsbekendtgørelsen dækker arter af fugle, "som i vild tilstand har deres naturlige ophold på medlemsstaternes område i Europa, hvor traktaten om Den Europæiske Union finder anvendelse", invertebrater, dyr og planter, som fremgår af bilag til bekendtgørelsen.

## Fredede vildtlevende dyr, bilag 1

### Pattedyr
- Birkemus (Sicista betulina)
- Hasselmus (Muscardinus avellanarius)
- Odder (Lutra lutra)
- Bæver (Castor fiber)
- Hvaler (Cetacea spp.), alle arter
- Småflagermus (Microchiroptera spp.), alle arter
- Ulv (Canis lupus)
- Guldsjakal (Canis aureus)

### Krybdyr og padder
Vildtlevende krybdyr og padder, bortset fra de arter, der ikke er naturligt forekommende i den danske natur, og som anses for at udgøre en trussel mod naturligt forekommende arter, er fredede. Det gælder, uanset om de må antages at have etableret sig i naturen med levedygtige bestande eller forekommer tilfældigt.

#### Krybdyr
- Hugorm (Vipera berus)
- Markfirben (Lacerta agilis)
- Skovfirben (Lacerta vivipara)
- Snog (Natrix natrix)
- Stålorm (Anguis fragilis)

#### Padder
- Bjergsalamander (Triturus alpestris)
- Butsnudet frø (Rana temporaria)
- Grønbroget tudse (Pseudepidalea viridis) (syn. : Bufo viridis)
- Grøn frø (Rana esculenta)
- Klokkefrø (Bombina bombina)
- Latterfrø (Rana ridibunda)
- Lille vandsalamander (Triturus vulgaris)
- Løgfrø (Pelobates fuscus)
- Løvfrø (Hyla arborea)
- Skrubtudse (Bufo bufo)
- Spidssnudet frø (Rana arvalis)
- Springfrø (Rana dalmatina)
- Stor vandsalamander (Triturus cristatus)
- Strandtudse (Epidalea calamita) (syn. : Bufo calamita)

#### Fisk
- Snæbel (Coregonus oxyrhynchus)
- Stør (Acipenser sturio)

### Hvirvelløse dyr (invertebrater)

#### Biller
- Bred vandkalv (Dytiscus latissimus)
- Eghjort (Lucanus cervus)
- Eremit (Osmoderma eremita)
- Lys skivevandkalv (Graphoderus bilineatus)

#### Guldsmede
- Grøn mosaikguldsmed (Aeshna viridis)
- Grøn kølleguldsmed (Ophiogomphus cecilia)
- Stor kærguldsmed (Leucorrhinia pectoralis)

#### Sommerfugle
- Askepletvinge (Euphydryas maturna)
- Brun pletvinge (Melitaea athalia)
- Bølleblåfugl (Agriades optilete)
- Egesommerfugl (Satyrium ilicis)
- Enghvidvinge (Leptidea juvernica)
- Engperlemorsommerfugl (Brenthis ino)
- Engblåfugl (Cyaniris semiargusv)
- Ensianblåfugl (Maculinea alcon)
- Fransk bredpande (Pyrgus armoricanus)
- Gråbåndet bredpande (Erynnis tages)
- Herorandøje (Coenonympha hero)
- Hedepletvinge (Euphydryas aurinia)
- Hvid admiral (Limenitis Camilla)
- Ilia (Apatura ilia)
- Klitperlemorsommerfugl (Argynnis niobe)
- Mnemosyne (Parnassius mnemosyne)
- Moseperlemorsommerfugl (Boloria aquilonaris)
- Mørk pletvinge (Melitaea diamine)
- Natlyssværmer (Proserpinus proserpina)
- Perlemorrandøje (Coenonympha arcania)
- Poppelsommerfugl (Limenitis populi)
- Rødlig perlemorsommerfugl (Boloria euphrosyne)
- Skovhvidvinge (Leptidea sinapis)
- Slåensommerfugl (Satyrium pruni)
- Sortbrun blåfugl (Aricia Artaxerxes)
- Sortplettet blåfugl (Maculinea arion)
- Sortplettet bredpande (Carterocephalus silvicola)
- Sortåret hvidvinge (Aporia crataegi)
- Spejlbredpande (Heteropterus morpheus)
- Sort ildfugl (Lycaena tityrus)
- Stor ildfugl (Lycaena dispar)
- Svalehale (Papilio machaon)
- Sydeuropæisk svalehale (Iphiclides podalirius)
- Terningsommerfugl (Hamearis lucina)
- Violetrandet ildfugl (Lycaena hippothoe)

#### Muslinger
- Flodperlemusling (Margaritifera margaritifera)
- Tykskallet malermusling (Unio crassus)

## Fredede planter, bilag 2

### Ulvefod
- Bjerg-ulvefod (Lycopodium alpinum)

### Brasenføde
- Gulgrøn brasenføde (Isoëtes echinospora)

### Bregner
- Enkelt månerude (Botrychium simplex)
- Hjortetunge (Phyllitis scolopendrium)
- Kamillebladet månerude (Botrychium matricariifolium)
- Kongebregne (Osmunda regalis)
- Radeløv-arter (Asplenium spp.), alle arter
- Skjoldbregne (Polystichum aculeatum)
- Stilk-månerude (Botrychium multifidum)

### Enkimbladede blomsterplanter
- Blå iris (Iris spuria)
- Edderkoppeurt-arter (Anthericum spp.)
- Fruesko (Cypripedium calceolus)
- Liden najade (Najas flexilis)
- Mygblomst (Liparis loesdii)
- Orkidéer (Orchidaceae spp.), alle arter
- Vandranke (Luronium natans)

### Tokimbladede blomsterplanter
- Blegblå anemone (Anemone apennina)
- Gul stenbræk (Saxifraga hirculus)
- Gyvelkvæler-arter (Orobanche spp.), alle arter
- Hestetunge (Mertensia maritima)
- Himmelblå lungeurt (Pulmonaria angustifolia)
- Læge-stokrose (Althea officinalis)
- Melet kodriver (Primula farinosa)
- Mose-post (Ledum palustre)
- Skotsk Lostilk (Ligusticum scoticum)
- Storblomstret brunelle (Prunella grandiflora)
- Vårkobjælde (Pulsatilla vernalis)

## Igler og snegle, bilag 3
- Lægeigle (Hirudo medicinalis)
- Vinbjergsnegl (Helix pomatia)